# Anicet (papież)
Anicet (ur. w Emesie, zm. ok. 166 w Rzymie) – 11. papież w latach ok. 155–166, święty Kościoła katolickiego.

## Życiorys
Według „Liber Pontificalis” był Syryjczykiem pochodzącym z Emesy.
W czasie jego pontyfikatu do Rzymu przybył biskup Smyrny, św. Polikarp (†156); dyskutował on z papieżem o dacie świętowania Wielkanocy. Nie uzgodnili oni jednak jednolitej wersji, gdyż papież uznał, że musi respektować zwyczaj świętowania w niedzielę; mimo to „rozstali się w pokoju”.
Anicet zwalczał poglądy gnostyków – zwolenników Walentyna. Nie ma dowodów, żeby zginął śmiercią męczeńską, za panowania cesarza Marka Aureliusza, w Rzymie. Jego życiorysy wspominają męczeńską śmierć około roku 167, jednak szczegóły nie są znane. Ciało św. Aniceta zostało pierwotnie pochowane na cmentarzu św. Kaliksta, a w 1604 roku wydobyte i umieszczone w kaplicy wzniesionej na jego cześć przez jednego z książąt rzymskich.
Najprawdopodobniej w czasie jego pontyfikatu wzniesiono grobowiec św. Piotra, odkryty w latach 1939–1949.
Jego wspomnienie liturgiczne obchodzone jest 17 kwietnia.

## Ikonografia
W ikonografii przedstawiany jest w stroju pontyfikalnym. Jego atrybuty to koło i tonsura. Koło nawiązuje do jego domniemanej męczeńskiej śmierci, natomiast tonsura nawiązuje do wydanego przez niego polecenia aby nosili ją dla wyróżnienia wszyscy duchowni.